# Chapelle des Saints Martyrs (Medina-Sidonia)
La chapelle des Saints Martyrs est une église de style mudéjar située à Medina-Sidonia (province de Cadix), communauté autonome d'Andalousie, en Espagne. Elle est dédiée à plusieurs saints martyrs.

## Localisation
La chapelle des Saints Martyrs est au sud de Medina-Sidonia, à environ 2 km du centre-ville et 850 m du cimetière.

## Histoire, architecture
Martínez Delgado (1875) donne cette chapelle comme le plus ancien établissement religieux de Medina-Sidonia ; il la dit fondée peu après l'an 394 par saint Paulin (~353-juin 431), disciple de saint Augustin et futur évêque de Nole, qui a été envoyé dans la région pour diffuser le monachisme. Par ailleurs cet établissement a aussi été dédicacé par l'évêque Pimenio le 16 décembre 630, la deuxième année de son pontificat. Le consensus général est qu'elle - et le donjon qui lui sert de sacristie - a été construite sur un bâtiment antérieur, assumé être une villa romaine, en réutilisant des matériaux de cette époque, et sur un bâtiment ultérieur de l'époque wisigothe du VIIe siècle. 
Pendant l'occupation maure, les chrétiens y célèbrent leurs messes (et non plus dans la ou les églises de la ville). Avec l'arrivée des rois de Castille, elle s'agrandit : la nef acquiert trois vaisseaux, séparés les uns des autres par des colonnes de différentes époques et styles sur lesquels reposent des arcs en brique surélevés. Le plafond est à caissons en bois avec des tirants.
Les affirmations à propos d'une villa romaine et même d'un établissement religieux du VIIe siècle sont loin d'être certaines. L'enceinte de la chapelle des Saints Martyrs regorge effectivement de vestiges de l'Antiquité tardive : par exemple une longue série de fûts et quelques chapiteaux corinthiens, vraisemblablement réutilisés là en deuxième ou même troisième réutilisation. D’autres remontent à l'Antiquité tardive, dont des éléments à mi-chemin entre l'utile et le décoratif, comme le chapiteau de tradition corinthienne qui surmonte culmine un des fûts de l'édifice ; ou un sillon avec un hexafolio (en) sculpté en haut relief sur l'une de ses faces ou même peut-être même la croix de pierre étrange et ignorée qui couronne le puits de l'enceinte actuelle et s'avère difficile à assigner, sans parallèles clairs dans l'Antiquité tardive ou le bas-médiéval de la péninsule. 

Cette abondance de vestiges d'époque romaine suggère que l'église est érigée sur les restes d'un bâtiment de l'époque wisigothe - voire qu'elle-même date de cette époque. Mais son architecture est sans équivoque de style mudéjar, avec les larges arcades qui délimitent l'espace de ses trois vaisseaux. Selo, Sabio González, aucun indice ne pointe vers l'existence d'un bâtiment wisigoth sous ses fondations ; son argumentation s'appuie en grande partie sur la localisation de l'établissement, qui va à l'encontre de fondations antiques : les églises périurbaines dans la dernière Antiquité hispanique sont soit proches de l'enceinte fortifiée (comme l'église Sainte-Léocadie de Tolède ou l'église Sainte-Eulalie de Mérida (es), ou bien s'en éloignent nettement pour constituer des monastères ou autres établissements religieux ruraux comme l'église paléochrétienne de la Casa Herrera à 7 km au nord de Mérida (Badajoz) ou la basilique Sainte-Lucie du Trampal dans la campagne d'Alcuéscar (Cáceres).
De même, le nom "Lepero" apparaît sur la pierre du linteau qui donne accès à la tour. Ceci a longtemps été pris pour le nom d'un patricien qui aurait fait don d'une villa pour la construction de l'établissement chrétien ; une relecture plus attentionnée (voir section "Epigraphie" plus bas) indique tout autre chose.
Toutefois, le trait extérieur le plus marquant de cette chapelle est dans ce qu'elle est adossée à une tour maure qui lui sert de sacristie, qui daterait du Xe siècle. Or cette tour a deux corps adossés à l'angle : le premier utilise des pierres de taille (sillares) et une technique romaine : le second, plus haut, est fait de blocs plus petits (sillarejos, de type "pavés") et est surmonté de créneaux de style maure. Ce premier corps de bâtiment correspondrait bien avec les vestiges d'une tour de guet dont étaient souvent munis les grands domaines ruraux qu'étaient les villas romaines.

## Épigraphie
Depuis le XVIIIe siècle l'attention des chercheurs s'est surtout portée sur le grand nombre de matériaux qui, remontant aussi à la fin de l'Antiquité, combinent des caractères à mi-chemin entre le fonctionnel, le décoratif et l'épigraphique. Par exemple, l'accès à la sacristie se fait par un arc abaissé qui porte sur son fronton cette inscription : 

« LEPERORE · VOMII SED SACR »

Une erreur de lecture par Juan Nepomuceno (es) en 1774 a perduré jusqu'au début du XXe siècle — y compris dans le remarquable travail d'Emil Hübner sur les épigraphies espagnoles. Le père Fita, consulté par Romero de Torres, en donne la lecture suivante : 

« Lepero re(fecit) uomides ed(is) sacre
(Lepero a refait les petits autels de ce sanctuaire) »

Romero de Torres signale que le diminutif Lepecellus se trouve dans une inscription romaine de Mérida, et propose que le personnage mentionné, Lepero, pourrait être un évêque de Medina Sidonia antérieur au premier dont nous avons eu connaissance par le témoignage des conciles.

Une autre inscription, disposée de façon similaire à la précédente mais cette fois dans la porte de la tour de l'ermitage, n'est pas citée par Hübner. Francisco Martínez Delgado l'a vue en 1785, et il a affirmé qu’elle était en jaspe noir et que par négligence elle a été lissée avec le reste du mur. Romero de Torres donne une reproduction du dessin que Martinez Delgado en a fait.
Dans la pierre taillée qui sert de seuil à cette porte de la tour, apparaissent maintenant des traits confus de lettres, dans lesquels sont peut-être inclus ceux que transcrit Martinez Delgado en supprimant les intermédiaires recouverts de chaux. Romero de Torres pense qu'ils reproduisent la première inscription car cette épigraphie utilise le même type paléographique et elle commence aussi par "LEP" ; elle a un cercle en dessous, sans autre signe.
En 1541, M. Alonso (ou Pedro) Barrantes Maldonado a vu et dessiné un beau fragment de piédestal romain qui a servi, comme tant d'autres, pendant l'âge wisigoth de ère chrétienne, à dédicacer et consacrer les temples :

« + Hic sunt reliquie 

s(an)c(to)r(u)m condite, id] e(st) Stefani, Iuliani, 

Felici, Iusti, Pastoris, 

Fructuosi, Auguri, 

Eulogi, Aciscli, Roma 

ni, Martini, Quirici 

et Zoyli martirum. 

Dedicata hec basi 

lica d(ie) XVII kal{endas) 

Ianuarias anno se 

cundo pontifica 

tus Pimeni, era DC 

LXVIII
Traduction
Ici ont été déposés les reliques des saints Esteban, Julián, Félix, Justo, Pastor, Fructuoso, Augurio, Eulogio, Acisclo, Romano, Martín, Quirico et Zoilo (es) martyrs. Cette basilique a été consacrée le 16 décembre, deuxième année du pontificat de Pimenio, était en 668 (an 630). »

Cet établissement a-t-il abrité à un quelconque moment des reliques de ces douze saints ?
saint Étienne (Esteban) est considéré par les chrétiens comme le premier martyr, mort avant l'an 50 quelque part aux alentours de Jérusalem ;
saint Julien de Tarse (Julián) est mort entre 305 et 311 quelque part en Cilicie, soit au sud-est de la Turquie moderne, et enterré à Antioche en Syrie historique ;
saint Just et saint Pasteur (Justo, Pastor) sont morts en 304 à Alcalá de Henares près de Madrid ;
saints Fructueux, Augure et Euloge de Tarragone (Fructuoso, Augurio, Eulogio) sont morts en 259 à Tarragone ;
saint Aciscle de Cordoue (Acisclo) est mort vers l'an 304 à Cordoue ;
saint Romain d'Antioche (Romano) est mort en 303, à Antioche comme le nom l'indique ;
saint Martin de Tours, seul de la liste à ne pas être mort en martyr mais néanmoins considéré comme une des grandes figures du christianisme, est mort en 397 à Candes ;
saint Cyr de Tarse (Quirico) est mort vers l'an 304, à Tarse en Cilicie ;
saint Zoilo de Cordoue (es) est mort vers 304 à Cordoue ;
saint Félix de Alcalá, mort le 14 juin 853, est l'un des martyrs de Cordoue.
Huit de ces saint ont donc été martyrisés en Espagne, trois d'entre eux à Cordoue proche. Les douze saints sauf un (Félix) sont morts avant le passage assumé de saint Paulin à Medina-Sidonia, en comptant Martin de Tours qui non seulement n'est pas un martyr mais est mort à une date qui semble bien proche de celle de la fondation assumée par Martínez Delgado.
Il est vrai que certaines reliques ont voyagé fort loin de leur lieu d'origine. De là à rassembler dans une petite chapelle de village autant de reliques, certaines venues de l'autre côté de la Méditerranée et la plupart de saints très renommés... Le mystère demeure sur cette épigraphe.

## Protection
L'établissement est listé comme Bien de Interés Cultural dans la catégorie Monument, depuis le 22 avril 1949 sous la protection des châteaux espagnols (BOE n° 125 du 5 mai 1949) et par la loi 16/1985 du 25 juin 1985 du Patrimoine historique espagnol (BOE n° 155 du 29 juin 1985).

## Divers
Le lieu a été occupé par Carlos García de Paredes, un ermite consacré par l'évêque Antonio Ceballos. Mais il en aurait été expulsé par l'évêché fin 2017 selon certains, ou bien il a décidé de prendre sa retraite en raison de son âge, selon d'autres..
Entre le 8 et le 9 juillet 2005, ont été volées une figure du Sacré-Cœur de Jésus (toujours pas retrouvée en 2015) ; et une image sculptée en bois polychrome de Sainte Anne enseignant à lire à la Vierge, datant du XVIIe siècle siècle ou du début du XVIIIe siècle, qui se trouvait dans une niche ou petite chapelle située dans la nef gauche. Cette dernière sculpture, d’intérêt artistique et culturel, était selon l'expert Carmen Machuca en attente de restauration pour être incluse dans la liste des biens d'intérêt culturel. Elle a été retrouvée par la police en décembre de la même année. Le voleur et le receleur ont été condamnés en 2015, recevant des peines réduites du fait des "retards injustifiés de l'instruction". Cette opération de police du Groupe des crimes contre le patrimoine, dite "Opération Calice", a cependant permis le démantèlement d'un réseau organisé de vols d'œuvres d'art opérant dans cette province et amené l'arrestation de sept personnes. 
Le 1er mai 2019 (ou dans les jours précédents), la cloche de 80 kg placée à 4 m de hauteur à l'entrée principale a été volée.

Chapelle des Saints Martyrs de Medina-Sidonia
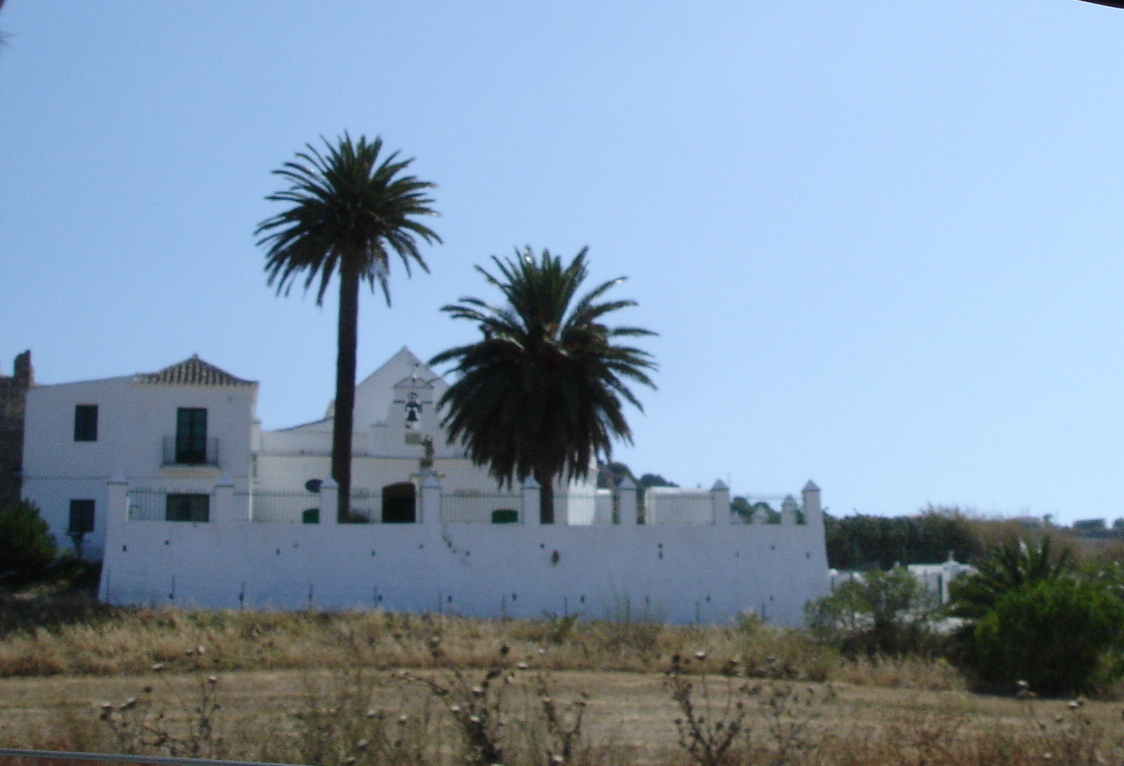
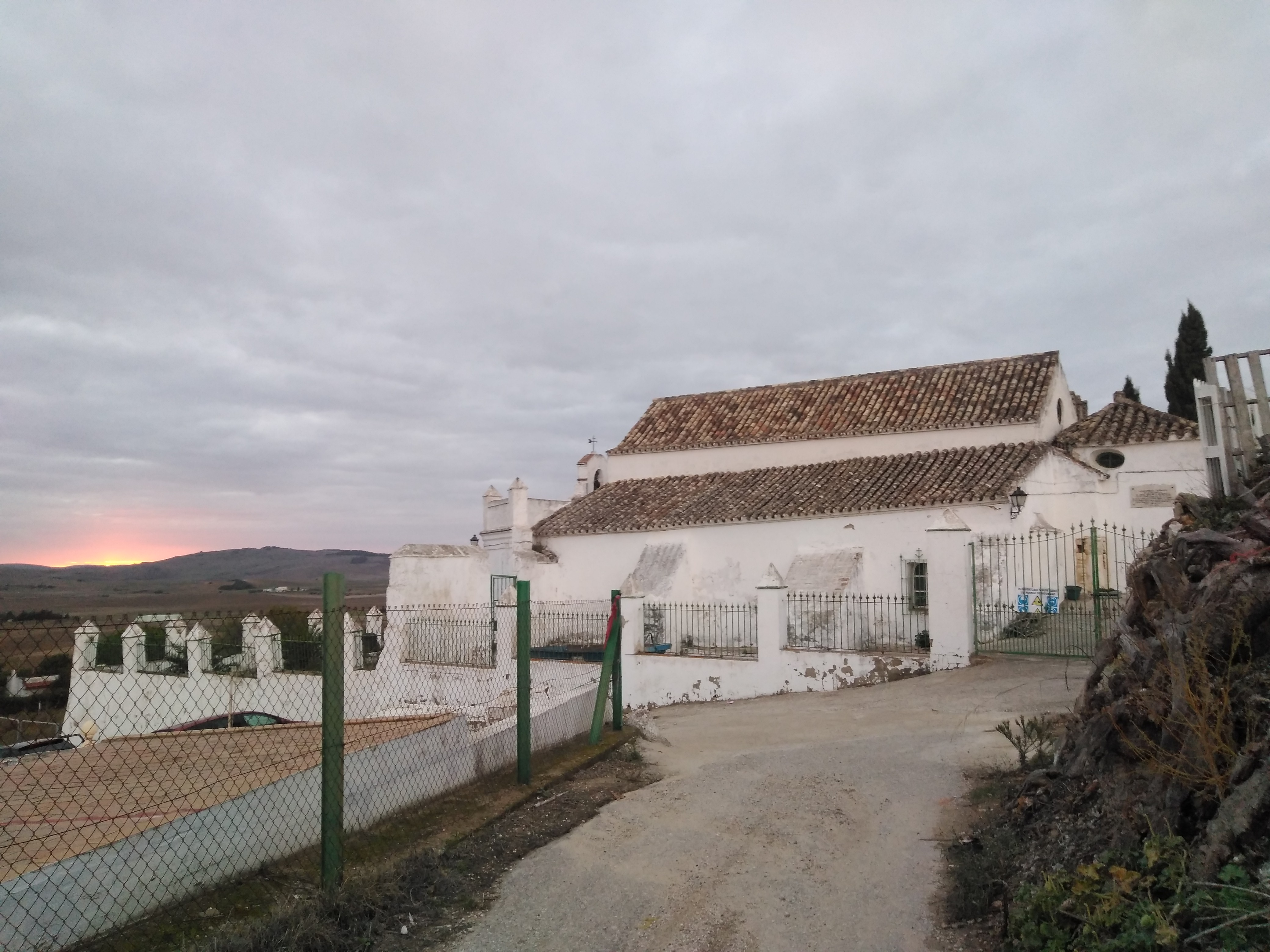